# Fan Yang
Fan Yang là nghệ sĩ tạo hình bong bóng xà phòng nổi tiếng người Canada gốc Việt. Anh hiện là người đang nắm giữ 19 kỷ lục Guinness thế giới trong bộ môn trình diễn độc đáo này và được gọi một cách đầy ngưỡng mộ là "phù thủy bong bóng" hay "thiên tài bong bóng". Tên tiếng Anh Bubbleologist cũng gắn với tên tuổi của Fan Yang trong nghệ thuật tạo hình bong bóng xà phòng trên toàn thế giới.

## Ước mơ của tuổi thơ
Cha của Fan Yang là một người gốc Hungary còn mẹ anh là người Hải Phòng bản địa. Sau nhiều năm, mẹ của Fan Yang đã trở về Việt Nam và sống tại Hải Phòng. Bên cạnh những chuyến lưu diễn trên khắp thế giới, Fan Yang vẫn luôn dành thời gian về Việt Nam thăm mẹ.
Sinh ra tại quê mẹ ở Hải Phòng (Việt Nam) năm 1962, ước mơ trở thành một nghệ sĩ tạo hình bong bóng nổi tiếng thế giới như bây giờ đã bắt đầu từ những năm tháng tuổi thơ nghèo khó của Fan Yang tại đất nước Nam Tư sau khi gia đình anh rời xa Việt Nam vào năm 1964. Lúc đó niềm vui nho nhỏ có được khi ngắm nhìn những bong bóng xà phòng lung linh bay bổng đã trở thành niềm say mê thực sự với anh. Fan Yang nhớ lại: Năm 8 tuổi tôi bắt đầu biết lấy cục xà phòng làm từ mỡ heo cho vào nước đánh lên để tạo ra bọt xà phòng. Từ đó, tôi bắt đầu có những thí nghiệm và cuộc phiêu lưu cùng bong bóng xà phòng bắt đầu. Trẻ con thường thích làm vỡ tan những bong bóng xà phòng. Riêng tôi, không hiểu sao từ rất bé lại cứ muốn kéo dài đời sống của chúng...
Theo như Fan Yang cho biết, buổi trình diễn bong bóng đầu tiên mà anh kiếm được tiền là vào năm 1984, với hơn 100 USD. Trong một lần trình diễn trên đường phố ở Đan Mạch, một đài truyền hình địa phương đã ghi hình và làm một phóng sự ngắn về Fan Yang. Và giờ đây cái tên Fan Yang đã nổi tiếng trên thế giới bởi môn nghệ thuật độc đáo tưởng như khó có thể hái ra tiền như thổi bong bóng xà phòng. Hiện nay gia đình Fan Yang có một sân khấu biểu diễn cố định ở New York (Mỹ) dù hằng năm anh vẫn có những buổi trình diễn thường xuyên vòng quanh thế giới. Show diễn Gazillion Bubble Show của anh đã trở nên nổi tiếng trên toàn thế giới với những ai yêu thích nghệ thuật tạo hình bong bóng. Một điều đặc biệt là Fan Yang cũng là người giữ bí quyết công thức pha chế loại dung dịch tạo bong bóng được dùng trong những show diễn của anh. Loại dung dịch dùng để thổi bong bóng do Fan Yang sản xuất đã được xuất khẩu đến nhiều quốc gia khác nhau. 
Trong những lần về Việt Nam biểu diễn Fan Yang còn tích cực hoạt động từ thiện như tặng quà và biểu diễn miễn phí dành cho những trẻ em có hoàn cảnh khó khăn hay khuyết tật tại các trung tâm bảo trợ thiếu nhi ở một số thành phố của Việt Nam.
Hiện tại Fan Yang đang sống cùng vợ (cũng là một người Việt Nam) và hai con (một trai một gái) tại Canada. Fan Yang còn có một người anh em ruột tên là Jano Yang. Nhiều buổi trình diễn của Fan Yang cũng có sự tham gia của các thành viên trong gia đình anh.

## Nổi tiếng và bị mạo nhận
Hiện tại trên thế giới, Fan Yang là kỷ lục gia không có đối thủ trong nghệ thuật tạo hình bong bóng với 17 kỷ lục Guinness thế giới đã được công nhận. Khán giả trong những buổi trình diễn của Fan Yang không chỉ là các bạn trẻ hay thiếu nhi mà còn có nhiều lứa tuổi khác nhau. Bởi khi xem Fan Yang biểu diễn, họ như được thấy lại một thời tuổi thơ hồn nhiên và mơ mộng của mình ngày nào.
Vào cuối tháng 5 năm 2011, cơ quan quản lý văn hóa của Trung Quốc đã liên hệ với Fan Yang để xác minh về sự việc một nhóm nghệ sĩ biểu diễn bong bóng người Hàn Quốc đã mạo danh tên và hình ảnh của anh trong những buổi biểu diễn của họ tại Trung Quốc. Sau khi điều tra rõ sự việc, cơ quan chức năng của Trung Quốc đã ra lệnh trục xuất nhóm này khỏi Trung Quốc và xử phạt công ty đã tổ chức các show diễn mạo danh Fan Yang tại nước này.